# Carl von Clausewitz
Carl Philipp Gottlieb von Clausewitz (Burg, ducado de Magdeburgo, 1 de julio de 1780-Breslavia, Silesia, 16 de noviembre de 1831) fue un militar prusiano, uno de los más influyentes historiadores y teóricos de la ciencia militar moderna. Es conocido principalmente por su tratado De la guerra, en el que aborda a lo largo de ocho volúmenes un análisis sobre los conflictos armados, desde su planteamiento y motivaciones hasta su ejecución, abarcando comentarios sobre táctica, estrategia e incluso filosofía. Sus obras influyeron de forma decisiva en el desarrollo de la ciencia militar occidental, y se enseñan hoy día tanto en la mayoría de las academias militares del mundo como en cursos avanzados de gestión empresarial y marketing.

## Biografía

### Primeros años
Clausewitz nació en el pueblo de Burg (Magdeburgo), Reino de Prusia, en el seno de una familia de clase media no muy bien posicionada económicamente. El abuelo paterno, Gottlob Benedict Clausewitz, quien a su vez era hijo de un pastor luterano, había sido profesor de Teología. El padre de Clausewitz, Friedrich Gabriel Clausewitz, sirvió como teniente en el Ejército prusiano bajo las órdenes de Federico II el Grande, hasta que fue retirado forzosamente tras la guerra de los Siete Años (1756-1763) cuando el rey ordenó la desmovilización inmediata de todos los oficiales que no fueran de ascendencia noble. Carl era el cuarto y último hijo. Clausewitz y dos de sus hermanos (también oficiales) fueron los primeros en llevar la mención honorífica de von, por lo que existe una cierta controversia sobre si se les concedió el título como recompensa por sus servicios, o si es que el origen noble de la familia fue posteriormente reconocido.
Se alistó para el servicio en el Ejército prusiano a principios del verano de 1792, a los 12 años, como cabo del 34 regimiento de infantería, ya bajo el nombre de «von Clausewitz». Su familia falsificó su fecha de nacimiento al 1 de junio con el fin de aparentar que ya tenía 13 años. Participó en su primer combate durante las campañas del Rin (1793-1794). Luego sirvió durante el asedio de Maguncia y la invasión prusiana de Francia durante la Revolución francesa. Al retirarse Prusia de la guerra, en 1795, pasó los cinco años siguientes en servicios de guarnición en Neuruppin. Invirtió ese tiempo en educarse a sí mismo, incluso más allá de los temas estrictamente militares: mostró interés en el arte, la ciencia, la educación, la filosofía y la ética, sentando las que serían las bases de su posterior producción literaria, en la que mostró influencias de todos estos elementos.
Su autoformación tuvo tal éxito que logró ser aceptado en la recientemente fundada Kriegsakademie de Berlín en 1801, a los 21 años de edad. Además de los temas propiamente militares, estudió a fondo las obras de Kant, quien ejercería una gran influencia, y se convirtió en uno de los alumnos favoritos del general Gerhard von Scharnhorst, director de la Academia y futuro primer jefe de Estado Mayor del nuevo Ejército de Prusia surgido en 1809. Clausewitz, junto con sus íntimos amigos Hermann von Boyen (1771–1848) y Karl von Grolman (1777–1843), sería uno de los principales aliados de Scharnhorst en sus esfuerzos por reformar el ejército prusiano entre 1807 y 1814. 
Miembro de la Militärische Gesellschaft, en 1804 se graduó como el primero de su promoción y fue nombrado inmediatamente ayudante de campo del príncipe Augusto Fernando de Prusia, iniciando así su contacto con la casa real prusiana y la alta sociedad. Al año siguiente se publicó su primera obra, un artículo inicialmente anónimo aparecido en la revista Neue Bellona en el que criticaba algunos de los conceptos sobre estrategia desarrollados por Heinrich von Bülow.

### Las Guerras Napoleónicas
Al estallar las Guerras Napoleónicas, tanto Clausewitz como von Boyen sirvieron con el ejército prusiano durante la Cuarta Coalición. Cuando Napoleón Bonaparte invadió Prusia en octubre de 1806, se le enfrentó un masivo ejército pruso-sajón liderado por Carlos Guillermo Fernando, Duque de Brunswick. Clausewitz, que ocupaba el puesto de ayudante, participó en la batalla de Jena (14 de octubre de 1806), que, al igual que la librada paralelamente en Auerstädt, acabó con una aplastante victoria francesa y la desintegración completa del ejército prusiano. Carlos Guillermo resultó gravemente herido (moriría varios días después), Prusia se convirtió en un Estado satélite de Francia y Clausewitz pasó a ser uno de los 25.000 prisioneros capturados aquel fatídico día. Tenía entonces 26 años, y permaneció cautivo en Francia hasta 1808.
La tremenda derrota producida actuó, tanto en Clausewitz como en la mayoría de las mejores mentes militares prusianas, en forma de revulsivo. La fuerza militar de la monarquía alemana había sido aplastada sin remisión por un ejército de base popular y origen revolucionario. Tras volver de su cautividad, se unió definitivamente al movimiento reformador impulsado por Scharnhorst y August Neidhardt von Gneisenau, con quien también trabaría amistad en breve. Enseñó en la Academia en la que se había formado y contrajo matrimonio con la que sería el amor de su vida, la Condesa Marie von Brühl, pasando a codearse con las élites literarias e intelectuales de Berlín.
En 1810 fue nombrado tutor militar del príncipe de la corona, Federico Guillermo (que más tarde sería el rey Federico Guillermo IV), para quien escribió el ensayo titulado «Los más importantes principios del Arte de la Guerra para completar mi curso de instrucción para su Alteza Real el Príncipe de la Corona» (más comúnmente conocido como Principios de la Guerra), texto en el que asentaba las bases, aunque de forma rudimentaria, de la que sería su obra posterior. Sin embargo, no todas sus ideas posteriores estaban aquí completadas o incluso presentes, especialmente en lo que respecta a la profundidad filosófica del De la Guerra. De modo que la interpretación popular (totalmente errónea) que se hizo posteriormente de este ensayo, como una especie de resumen de su obra más extensa, ha generado una gran cantidad de confusiones y malentendidos a lo largo de los años.
En 1812, durante la preparación de la invasión napoleónica de Rusia, se opuso, como muchos otros, a la postura oficial prusiana de apoyo a Francia. Gran cantidad de oficiales prusianos (entre los que se contaban Gneisenau, Boyen y el propio Clausewitz) solicitaron la baja voluntaria del ejército y se dirigieron de forma clandestina a Rusia, donde se pusieron al servicio del Zar Alejandro I, con la esperanza de que el ejército ruso liberara a los prusianos de la dominación francesa. Aunque adscritos todos ellos a la Legión Alemana, Clausewitz sirvió —debido a su historial y formación— como ayudante de campo y jefe de Estado Mayor en diversas unidades. No obstante, su total desconocimiento del idioma ruso y la falta de confianza generalizada hacia los prusianos (cuyo Estado al fin y al cabo había declarado la guerra a Rusia) impidieron que recibiera el mando de tropas. Sin embargo, no permaneció inactivo: participó en la retirada rusa, combatió en el baño de sangre de la batalla de Borodino y, como jefe del Estado Mayor de un cuerpo de ejército ruso, fue testigo directo de la retirada francesa desde Moscú, incluyendo el desastroso cruce del Beresina. También participó en la redacción de la Convención de Tauroggen, que ocasionó el paso del cuerpo prusiano a las filas rusas, y acabaría provocando la alianza forzosa de Prusia con Rusia y el Reino Unido de Gran Bretaña, dando paso a la Sexta (y definitiva) Coalición que finalmente lograría derrotar a Bonaparte y sus aliados.

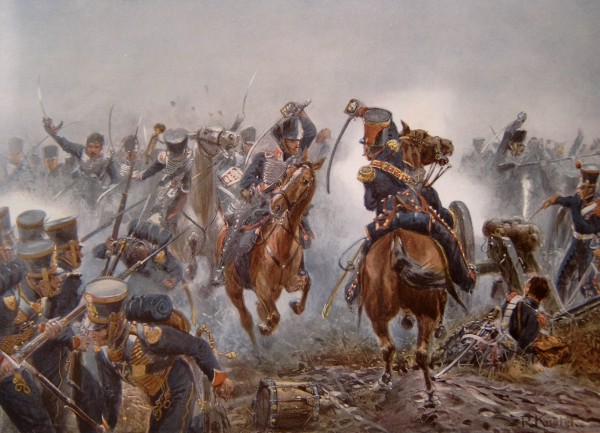
Húsares prusianos en la batalla de Leipzig de 1813.

Cuando en 1813 Rusia devolvió el control de la Legión Alemana a Prusia, Clausewitz y el resto de los prusianos volvieron a entrar en servicio en su ejército de origen. Sin embargo, la posición de Clausewitz a ojos de la Corte (y especialmente del rey) había quedado muy dañada por su defección, su postura contraria a la oficial y su papel en la redacción y aceptación de la Convención que había forzado al rey a cambiar su política. De modo que, a pesar de ser ascendido a coronel, no logró ningún destino. Afortunadamente, su amigo Gneisenau, ascendido a General y nombrado Jefe de Estado Mayor del Mariscal de Campo Gebhard Leberecht von Blücher, le reclamó como ayudante, posición en la que jugó un papel destacado en las batallas posteriores. Participó en la mastodóntica batalla de Leipzig y se distinguió en la de Lützen, en la que resultó herido tras liderar personalmente varias cargas de caballería. En la misma batalla resultó mortalmente herido su mentor, Scharnhorst, falleciendo unos días después.
En 1815 Clausewitz fue nombrado Jefe de Estado Mayor del III Cuerpo de Ejército prusiano, bajo el mando del General Johann von Thielmann. Ocupando dicho puesto durante la Campaña de Waterloo, participó en la batalla de Ligny, en la que su unidad logró escapar relativamente indemne de la derrota general prusiana el 16 de junio de 1815 a manos de las tropas dirigidas personalmente por Napoleón. Este, sin embargo, no logró destruir totalmente a las fuerzas prusianas. Su segundo intento llevó a la batalla de Wavre los días 18 y 19 de junio, en la que el Cuerpo de Ejército de Thielmann, superado en proporción de más de dos a uno, logró proteger la retaguardia del resto del contingente prusiano. A pesar de ser finalmente derrotado, el esfuerzo de la unidad en la que servía Clausewitz permitió tanto la llegada providencial de las fuerzas de Blücher a la crucial batalla de Waterloo como el bloqueo de la fuerza francesa lanzada para destruirles (dos cuerpos de infantería y uno de caballería), que podrían haber cambiado el signo de la batalla en caso de lograr llegar a la misma.
En 1818 fue ascendido a Mayor General y nombrado director de la Academia Militar Prusiana en Berlín. Pese a que sufría aún el desprecio de la corte, y con Prusia dominada por una corriente cada vez mayor de conservadurismo opuesto frontalmente a las reformas sociales y militares de las que había sido tan ferviente defensor, Clausewitz se mantuvo en dicho puesto hasta 1830, ignorado por todos en una especie de retiro dorado. A pesar de ser el director (o seguramente por esa causa), no podía dedicarse directamente a la enseñanza ni aplicar sus teorías pedagógicas, por lo que ocupó su tiempo en preparar diversos libros y ensayos sobre campañas militares, especialmente lo que posteriormente sería su obra magna, De la Guerra.

### Posguerra y muerte
En 1830, el estallido de diversos movimientos revolucionarios por toda Europa y una crisis política en Polonia parecían presagiar una nueva guerra a nivel continental. Clausewitz volvió al servicio activo como Jefe de Estado Mayor del único ejército que Prusia podía movilizar en ese momento, liderado por su buen amigo el ahora mariscal de campo Gneisenau. Mientras permanecieron estacionados en la frontera, un estallido de cólera iniciado en Polonia diezmó al ejército prusiano. Gneisenau enfermó el 23 de agosto de 1831. Tras unos meses, Clausewitz regresó a su hogar en Breslau, aparentemente sano, pero en poco tiempo empezó a mostrar síntomas de la misma enfermedad. Falleció el 16 de noviembre de 1831, a los 51 años de edad. Primero fue enterrado en el cementerio de Breslau, pero posteriormente en 1971 fue trasladado al cementerio oriental de su ciudad natal de Burg.
Su viuda publicó en 1832 los manuscritos inacabados que Clausewitz había dejado antes de partir hacia la frontera polaca, con el ya conocido título de De la Guerra.

## Pensamiento
A menudo suele citarse el concepto más provocador de su obra: «La guerra es la continuación de la política por otros medios». Sin embargo, esta idea no tenía el menor matiz de cinismo en el contexto del libro. Clausewitz pensaba que la guerra moderna es un «acto político», y esta manifestación ponía en juego lo que él consideraba el único elemento racional de la guerra. En su concepción, los otros dos elementos de la guerra son: a) el odio, la enemistad y la violencia primitiva, y b) el juego del azar y las probabilidades. 

«El primero de estos tres aspectos interesa especialmente al pueblo; el segundo, al comandante en jefe y a su ejército, y el tercero, solamente al gobierno. Las pasiones que deben prender en la guerra tienen que existir ya en los pueblos afectados por ella; el alcance que lograrán el juego del talento y del valor en el dominio de las probabilidades del azar dependerá del carácter del comandante en jefe y del ejército; los objetivos políticos, sin embargo, incumbirán solamente al gobierno».

En la teoría de Clausewitz, los elementos del odio, el cálculo y la inteligencia (dicho de otro modo, la pasión, el juego y la política) forman una «trinidad» inseparable. Así pues, Alemania se basó en Clausewitz para unificar la conducción militar y la política durante las dos guerras mundiales del siglo XX. Observada con rigor, su filosofía indica que el cálculo de los militares (la estrategia) y la conducción política tratan de dirigir e instrumentar una tendencia a la violencia y la hostilidad preexistente. Sostenía que, aun cuando un conflicto se iniciara sin esa base emocional, su desarrollo necesariamente influiría en este plano.
Clausewitz concebía la guerra como una empresa política de alto vuelo, sin desconocer la sangre y la brutalidad que implica. Por eso, consideraba que todos los recursos de una nación deben ponerse al servicio de la guerra cuando se decide su ejecución. Y pensaba que la guerra, una vez iniciada, no debe detenerse hasta desarmar y abatir al enemigo. Su definición de la guerra es: 

«Constituye un acto de fuerza que se lleva a cabo para obligar al adversario a acatar nuestra voluntad».

## Nombre
Los nombres de pila de Clausewitz a veces aparecen en fuentes no alemanas como "Karl", "Carl Philipp Gottlieb" o "Carl Maria". Deletreó su propio nombre con una "C" para identificarse con la tradición occidental clásica; Los escritores que utilizan "Karl" a menudo buscan enfatizar su identidad alemana (más que europea). En la lápida de su tumba aparece "Carl Philipp Gottfried"  No obstante, fuentes como el historiador militar americano de origen alemán Peter Paret y la Encyclopædia Britannica continúan utilizando Gottlieb en lugar de Gottfried.